# ブルックラディ蒸留所
ブルックラディ蒸留所（ブルックラディじょうりゅうしょ、Bruichladdich Distillery 英語: [brʊxˈlædi] スコットランド・ゲール語: [pɾuə'xl̪ˠat̪ɪç]）は、スコットランドのアイラ島にあるスコッチ・ウイスキーの蒸留所。「ブルイックラディ」とも表記される。
スコッチウイスキーの蒸留所としては珍しくテロワールを重視した生産方針で知られ、「ブルックラディ」「ポートシャーロット」「オクトモア」という3種類のウイスキーを製造しているほか、ジンの「ザ・ボタニスト」も製造している。
「ブルックラディ」(Bruichladdich)はゲール語で「海辺の丘の斜面」を意味する。

## 歴史
1881年、ロバート、ウィリアム、ジョン・ゴーレイ・ハーヴェイの3兄弟によって設立された。この兄弟は当時スコットランドで最大の蒸留所だったダンダスヒル蒸留所を経営しており、ブレンダーとしても名が知られていた。
その後は何度もオーナーの変更が繰り返される。1938年にトレイン&マッキンタイヤー社へ、1952年にロス&コールター社へ売却され、1954年にはDCL社の傘下となるが、1960年にはロス&コールター社ごとA.B.グラント社に買収される。その後1968年にインヴァーゴードンディスティラーズ社に買収され、1993年にホワイト・アンド・マッカイが同社を買収、1995年1月から生産が停止された。
2000年にマーク・レイニエが率いるインディペンデント・ボトラーのマーレイ・マクダヴィッド社を中心とした個人投資家のグループによって買収される
。買収額は650万ポンド。買収後、蒸溜所の責任者としてジム・マッキュワンが招聘され、翌2001年に蒸留を再開する。ジム・マッキュワンはボウモア蒸留所長時代にディスティラリー・オブ・ザ・イヤーを3度獲得しており、「アイラの伝説の男」として知られていた。
その後2012年にはフランスの酒造企業レミーコアントローに買収される。買収価格は5800万ポンド。

## 製造

### 仕込み
マッシュタンは元々ブナハーブン蒸留所で使われていたもので、蓋のない鋳鉄製。創業時から140年以上使い続けている。仕込み1回に使われる麦芽は7トンで、3万5000リットルの麦汁を得られる。

### 発酵
発酵に使う発酵槽(ウォッシュバック)はオレゴンパイン製のものが6基ある。発酵にはマウリ社のドライイーストが用いられ、60~100時間の発酵を経て6~7度のもろみが得られる。

### ポットスチル

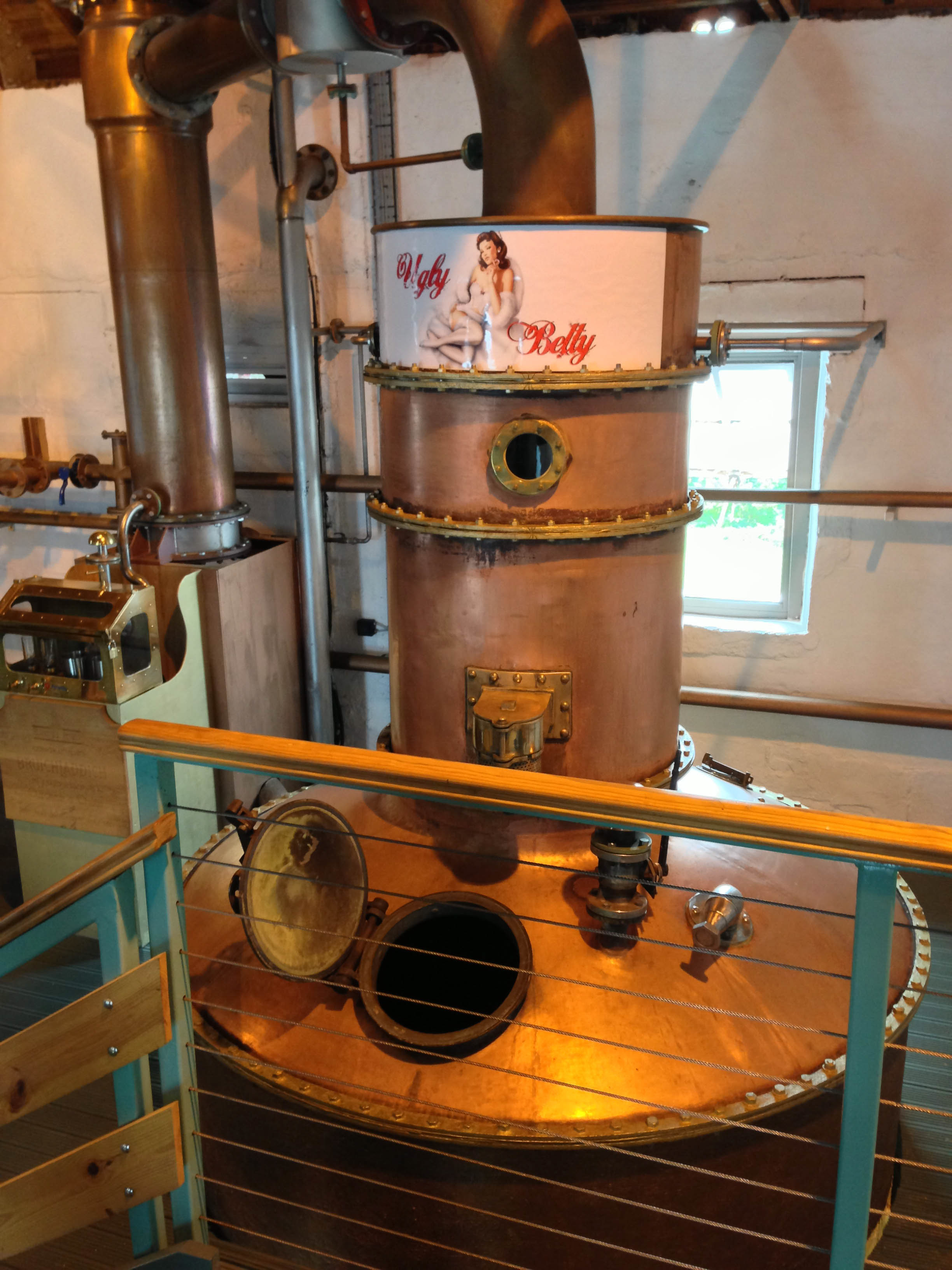
"アグリー・ベティ"(醜いベティ)と名付けられたローモンドスチル。

蒸留に用いるポットスチルは初留器(ウォッシュスチル)と再留器(スピリットスチル)がそれぞれ2基ずつある。初留器は容量17300リットル、再留器は12274リットル。どちらもストレートヘッド型で、なおかつネック部分が通常より長い。それゆえ蒸留時にアルコール以外の成分が抜けやすくなり、ブルックラディの特徴とも言えるドライで雑味の少ない味わいになる。
また、ウイスキー用とは別にジンを製造するための"アグリー・ベティ"(醜いベティ)と名付けられたローモンドスチルが1基ある。これは2004年にインヴァーリーヴン蒸留所が取り壊される際に引き取られたもので、これを独自に改造して使用されている。

### 熟成
ブルックラディ蒸留所の敷地内と、付近のポートシャーロット村にあるポートシャーロット蒸留所の跡地に熟成庫があり、生産された原酒はすべてどちらかで熟成される。

### 瓶詰め
スコッチウイスキーの蒸留所としては珍しく、敷地内に自社でボトリング設備を所有しており、瓶詰め後のラベリングから梱包まですべて自社内で完結させている。

### 製麦
ウイスキー作りに関するほとんどの工程を蒸留所内で完結させているが、製麦だけは1961年に中止して以来行われなくなっている。2023年の完成を目標に製麦施設が建設中。

## 製造方針
スコッチウイスキーとしては珍しくテロワールにこだわった方針で知られており、大麦の栽培、蒸留、熟成、瓶詰めの一連の工程をアイラ島内で完結させようとしている。
蒸留所が再稼働した当時、アイラ島には大麦を栽培する農家がいなかった。そもそもアイラ島は大麦の栽培に適さない土地だとされており、栽培されなくなってから100年近くが経過していた。しかし、2020年現在ではトータルで26の契約農家から大麦を仕入れており(うちアイラ島の農家が14軒)、仕込みに必要な大麦の50%をアイラ島産で賄えるようになっている。また、残りの50%もスコットランド産である。
上述のアイラ島産大麦のうち5%は有機農業によるものであり、この麦から蒸留されたウイスキーはオーガニックと名付けてボトリングされる。
また、カラメル色素による着色と冷却濾過(チルフィルタリング)が行われていない。

## 製品
現在は「ブルックラディ」「ポートシャーロット」「オクトモア」の3シリーズをリリースしており、それぞれの生産割合はブルックラディ70%、ポートシャーロット20%、オクトモア10%となっている。

### ブルックラディ
蒸留所名を冠し、旧来の主力製品をそのまま踏襲したシリーズ。
製造工程においてピートをほとんど炊いていない麦芽を使用しており、なおかつ泥炭層ではない土地から湧出したピーティさがほとんどない仕込み水を使用するため、アイラ島のウイスキーとしては珍しくピートフレーバーがない。

### ポートシャーロット
フェノール値40ppmのアイラ島としては中庸なピーティさを特徴とするシリーズ。
ブルックラディ蒸留所から南におよそ6kmの地点にかつて存在したポートシャーロット蒸留所が名前の由来となっており、その跡地で熟成とボトリングがされている。

### オクトモア

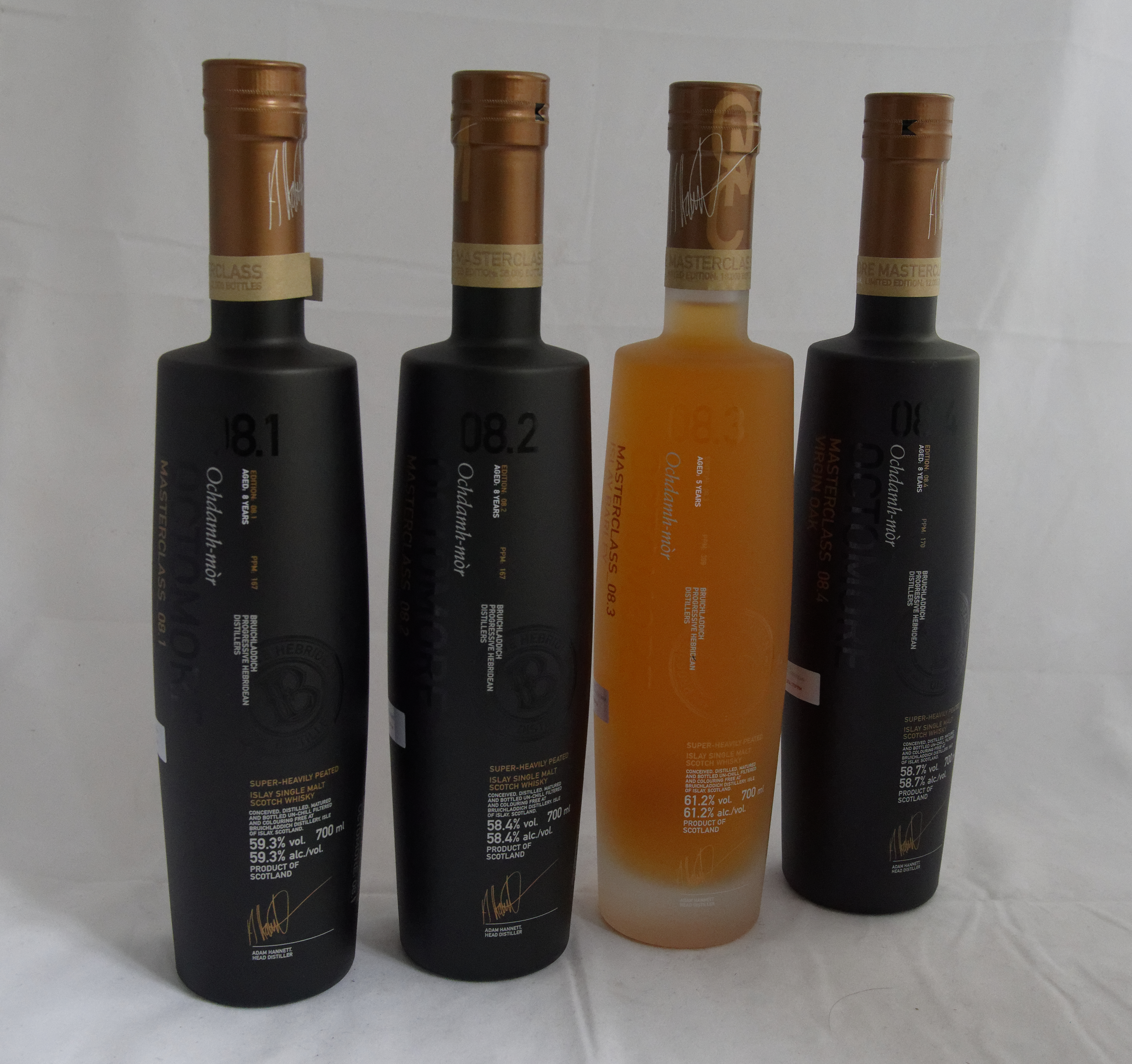
左から順にオクトモア08.1、08.2、08.3、08.4

原料となる麦芽のフェノール値はスコッチウイスキーでもトップクラスの80~309ppmで、それゆえの強烈なピートフレーバーを特徴とするシリーズ。
オクトモアのフェノール値はバッチごとに大きな差がある。というのも、通常のウイスキーに使われる麦芽はピーテッド麦芽とノンピート麦芽を混ぜることでフェノール値が一定になるよう調整されているところ、オクトモア用の麦芽では一切ノンピート麦芽を混ぜていないためだ。それゆえオクトモアはすべて限定品で、それぞれエディションナンバーが付与されている。
名前の「オクトモア」は、ブルックラディとポートシャーロットの中間地点にある農場の名前が由来で、オクトモアという単語自体はゲール語で「偉大なる8番手（Big Eighth）」を意味している。

### ザ・ボタニスト
"アグリー・ベティ"(醜いベティ)と名付けられたローモンドスチルを用いて製造されているジン。ジュニパーベリーなど9種類の基本的なボタニカルとは別に、アイラ島に自生する22種類の山野草をボタニカルとして使用している。
名前の「ボタニスト」は英語で植物学者の意。
仕様は700ml入りでアルコール度数46%。

## 評価
評論家のマイケル・ジャクソンはブルックラディのハウススタイルをライトからミディアム、非常にしっかりしている、かすかにパッションフルーツ、塩っぽい。スパイシー(メース?)非常に飲みやすい。食前酒。と評している。